# Friends (musikgruppe fra Brooklyn)
 For alternative betydninger, se Friends. (Se også artikler, som begynder med Friends)
Friends er et indie-rock-band fra Brooklyn, USA bestående af Samantha Urbani (sang), Lesley Hann (bas, percussion, kor), Nikki Shapiro (guitar, keyboards, percussion), Matthew Molnar (keyboards, percussion, bas), Oliver Duncan (trommer).

## Diskografi
- Manifest! (2012)

| Musikgruppe | Spire Denne artikel om en amerikansk musikgruppe er en spire som bør udbygges. Du er velkommen til at hjælpe Wikipedia ved at udvide den. |